# Champlemy
Champlemy és un municipi francès, situat al departament del Nièvre i a la regió de Borgonya - Franc Comtat. L'any 2007 tenia 337 habitants.

## Demografia

### Població
El 2007 la població de fet de Champlemy era de 337 persones. Hi havia 172 famílies, de les quals 68 eren unipersonals (28 homes vivint sols i 40 dones vivint soles), 52 parelles sense fills, 36 parelles amb fills i 16 famílies monoparentals amb fills.
La població ha evolucionat segons el següent gràfic:
Habitants censats

### Habitatges
El 2007 hi havia 313 habitatges, 172 eren l'habitatge principal de la família, 129 eren segones residències i 12 estaven desocupats. 309 eren cases i 4 eren apartaments. Dels 172 habitatges principals, 144 estaven ocupats pels seus propietaris, 23 estaven llogats i ocupats pels llogaters i 6 estaven cedits a títol gratuït; 1 tenia una cambra, 16 en tenien dues, 34 en tenien tres, 47 en tenien quatre i 75 en tenien cinc o més. 120 habitatges disposaven pel capbaix d'una plaça de pàrquing. A 95 habitatges hi havia un automòbil i a 45 n'hi havia dos o més.

### Piràmide de població
La piràmide de població per edats i sexe el 2009 era:
| Homes | Edats   | Dones |
| ----- | ------- | ----- |
| 0     | 95 o +  | 0     |
| 0     | 90 a 94 | 4     |
| 8     | 85 a 89 | 8     |
| 0     | 80 a 84 | 8     |
| 8     | 75 a 79 | 4     |
| 24    | 70 a 74 | 12    |
| 16    | 65 a 69 | 32    |
| 12    | 60 a 64 | 12    |
| 0     | 55 a 59 | 8     |
| 4     | 50 a 54 | 12    |
| 12    | 45 a 49 | 8     |
| 12    | 40 a 44 | 0     |
| 20    | 35 a 39 | 8     |
| 8     | 30 a 34 | 16    |
| 8     | 25 a 29 | 16    |
| 4     | 20 a 24 | 4     |
| 0     | 15 a 19 | 12    |
| 4     | 10 a 14 | 8     |
| 8     | 5 a 9   | 8     |
| 4     | 0 a 4   | 12    |

## Economia
El 2007 la població en edat de treballar era de 189 persones, 132 eren actives i 57 eren inactives. De les 132 persones actives 113 estaven ocupades (58 homes i 55 dones) i 19 estaven aturades (10 homes i 9 dones). De les 57 persones inactives 33 estaven jubilades, 7 estaven estudiant i 17 estaven classificades com a «altres inactius».

### Ingressos
El 2009 a Champlemy hi havia 173 unitats fiscals que integraven 340 persones, la mediana anual d'ingressos fiscals per persona era de 16.413 €.

### Activitats econòmiques
Dels 19 establiments que hi havia el 2007, 1 era d'una empresa extractiva, 4 d'empreses de construcció, 4 d'empreses de comerç i reparació d'automòbils, 1 d'una empresa de transport, 2 d'empreses d'hostatgeria i restauració, 1 d'una empresa immobiliària, 1 d'una empresa de serveis i 5 d'entitats de l'administració pública.
Dels 6 establiments de servei als particulars que hi havia el 2009, 1 era una oficina de correu, 1 paleta, 1 lampisteria, 2 electricistes i 1 restaurant.
L'únic establiment comercial que hi havia el 2009 era una botiga de menys de 120 m².
L'any 2000 a Champlemy hi havia 10 explotacions agrícoles que ocupaven un total de 1.662 hectàrees.

## Equipaments sanitaris i escolars
L'únic equipament sanitari que hi havia el 2009 era un hospital de tractaments de mitja durada (seguiment i rehabilitació.
El 2009 hi havia una escola elemental.

## Poblacions més properes
El següent diagrama mostra les poblacions més properes.